# 独参湯
独参湯（どくじんとう）は漢方方剤の一。

## 組成
人参。

## 効能・効果
大出血、ショックなどの際の補気薬として、救急的に用いる。